# Communauté de communes du plateau de Brezolles
La Communauté de communes du Plateau de Brezolles est une ancienne communauté de communes française, située dans le département d'Eure-et-Loir et la région Centre.

## Composition
Elle est composée des communes suivantes, toutes de l'ancien canton de Brezolles :
1. Beauche
2. Brezolles
3. Châtaincourt
4. Les Châtelets
5. Crucey-Villages
6. Escorpain
7. Fessanvilliers-Mattanvilliers
8. Laons
9. La Mancelière
10. Prudemanche
11. Revercourt
12. Saint-Lubin-de-Cravant

## Compétences
- Aménagement de l'espace
  - Constitution de réserves foncières (à titre obligatoire)
  - Création et réalisation de zone d'aménagement concerté (ZAC) (à titre obligatoire)
  - Plans locaux d'urbanisme (à titre facultatif)
  - Schéma de cohérence territoriale (SCOT) (à titre obligatoire)
- Développement et aménagement économique - Création, aménagement, entretien et gestion de zones d'activités industrielle, commerciale, tertiaire, artisanale ou touristique (à titre obligatoire)
- Développement et aménagement social et culturel
  - Activités périscolaires (à titre facultatif)
  - Construction ou aménagement, entretien, gestion d'équipements ou d'établissements culturels, socioculturels, socioéducatifs, sportifs (à titre optionnel)
  - Établissements scolaires (à titre optionnel)
  - Transport scolaire (à titre facultatif)
- Environnement
  - Assainissements collectif et non collectif (à titre facultatif)
  - Collecte et traitement des déchets des ménages et déchets assimilés (à titre optionnel)

## Historique
- 2004: Création de la communauté de communes
- 2014: L'Agglo du Pays de Dreux a remplacé Dreux agglomération, les Communautés de communes de Val d'Eure et Vesgre, des Villages du Drouais, du Val d'Avre, du Thymerais, du  Plateau de Brezolles et de la commune d'Ormoy

## Sources
- Le splaf - (Site sur la Population et les Limites Administratives de la France)
- La base aspic d'Eure-et-Loir - (Accès des Services Publics aux Informations sur les Collectivités)